# Заикин, Иван Васильевич (партизан)
Иван Васильевич Заикин — один из активных организаторов политической работы в партизанских отрядах и бригадах на оккупированных фашистами районах Белоруссии. Погиб в 1943 году во время выполнения спецзадания Центрального штаба партизанского движения.

## Биография
Плановик, с 1940 года комсомольский секретарь завода им. Серго города Зеленодольска ТАССР.
В 1942 году был избран секретарем Татарского обкома ВЛКСМ по военной работе.
С 1943 года - в составе подрывного отделения лейтенанта Пыликова. Отделение подорвало 4 воинских поезда с немецкими солдатами и военной техникой – вело бои в ходе «рельсовой войны». Из-за удачных действий партизан провалилась тщательно задуманная карательная операция немцев под кодовым названием «Коттбус».
Затем Иван Заикин воевал в партизанской бригаде «Железняк» (командир бригады - Герой Советского Союза И.Ф.Титков).
В городском музее Зеленодольска  экспонируются фотокопии письма И.В. Заикина секретарю ЦК ВЛКСМ А.Н. Шелепину от 23 августа 1943 года: 

«Нахожусь в Минской области, Бегомльском районе, в бригаде Титкова... Работал над выполнением первого задания Центрального штаба партизанского движения, затем по заданию ЦК ВЛКСМ. Многое сделано, но еще многое предстоит сделать... Более 2500 человек перешло на сторону партизан... Самочувствие хорошее. Немцев били и будем бить»

Перед партизанами была поставлена задача произвести рейдовую разведку вплоть до Варшавы, чтобы уточнить, где на этом направлении концентрируются оперативные и стратегические резервы гитлеровцев.
Весной 1944 года был отправлена разведка из 17 человек. В её составе был Иван Заикин. Следуя к месту выполнения очередного задания, подрывники попали в засаду. Иван Заикин прикрывал отход товарищей, и в это время его тяжело ранило. Партизана окружили, но он ещё долго отстреливался из лозняка. Погиб в бою.
Партизаны похоронили героя в Сковшине. После войны его прах перенесли на братское кладбище в Долмановичи, а позже в 1975 году в мемориал погибших в Солигорском районе.

## Награды
Награждён посмертно:
- Орден Отечественной войны 1-й степени
- Медаль «Партизану Отечественной войны» 1-й степени

Награды хранятся в музее города Зеленодольск.

## Память
В 1978 году часть ул. Светлая в Зеленодольске была переименована в улицу Ивана Заикина.